# La Sandunguera
La Sandunguera é o extended play (EP) de estreia da artista musical argentina Nathy Peluso, lançado em 6 de abril de 2018 pela Everlasting Records. O EP alcançou a vigésima e oitava posição entre os mais bem sucedidos na Espanha, mantendo-se por 3 semanas na parada musical. Deste, foram retirados sucessos como a faixa homônima, "Hot Butter" e "Gimme Some Pizza".

## Antecedentes
Após se especializar em Pedagogia de Artes Visuais e Dança na Universidade Rey Juan Carlos, em outubro de 2017, Peluso lançou, de forma independente, uma mixtape de sete faixas intitulada Esmeralda, que conta com sucessos como "Alabame", "Esmeralda" e "Sandía". A mixtape despertou o interesse de muitos críticos musicais e revistas independentes como Mondo Sonoro e Rockdelux. Em novembro, lançou o single "Corashe", que foi recebida de forma positiva pelo público. No site colaborativo Rate Your Music, a canção foi avaliada com 3.53 de 5 estrelas.

## Arte da capa
A capa do álbum foi fotografada pelo fotógrafo argentino Juan Borgognoni, enquanto Ausias Pérez foi o responsável pela direção criativa e pelo design gráfico da capa. Ela mostra a cantora em frente a um fundo marrom e com lágrimas no rosto. Em uma publicação no Instagram, Juan revelou que foi apresentado à Peluso alguns meses antes e que eles se tornaram "alma e coração" no ensaio fotográfico do EP. Ele ainda escreveu que a capa de La Sandunguera contém a intenção de transmitir o amor, a alegria, as tristezas, a intensidade e a celebração da vida ao público.

## Lançamento e divulgação
Entre dezembro de 2017 e fevereiro de 2018, ela revelou que o seu EP de estreia se chamaria La Sandunguera e sairia em 9 de março de 2018, mas o projeto foi adiado para o dia 6 de abril de 2018 devido à problemas técnicos. Em 6 de abril de 2018, o EP foi lançado pela Everlasting Records em forma de download digital e streaming. Um dia depois, La Sandunguera começou a ser comercializada em lojas da Espanha. Apenas em junho, o projeto recebeu uma versão em vinil, que foi disponibilizada apenas em território espanhol.
Em 27 de maio de 2018, Nathy realizou a primeira e única apresentação televisionada do single "La Sandunguera" na 8.ª temporada do talent show espanhol Fama, ¡a bailar!. Em 5 de junho, ela foi ao La Resistencia, da plataforma de televisão Movistar+, para divulgar o lançamento do EP. No YouTube, a entrevista da cantora para o programa acumula mais de 2 milhões de visualizações. Em 30 de agosto, Nathy participou de uma sessão musical da empresa austríaca Red Bull, onde cantou as faixas "Hot Butter" e "La Sandunguera". Ela ainda concedeu entrevistas à veículos como o El País, PlayGround e a edição castelhana da revista estadunidense-canadense Vice.

## Análise da crítica
| Críticas profissionais | Críticas profissionais |
| Avaliações da crítica  | Avaliações da crítica  |
| Fonte                  | Avaliação              |
| ---------------------- | ---------------------- |
| Jenesaispop            | 7.3 de 10 estrelas.    |
| Mondo Sonoro           | 7 de 10 estrelas.      |
| Vibes Of Silence       | 9.25 de 10 estrelas.   |

La Sandunguera recebeu críticas positivas dos críticos de música. Raúl Guillén, do site Jenesaispop, disse que La Sandunguera "é um projeto ousado e poderoso que não deixa dúvidas sobre as enormes virtudes de Nathy, embora esteja bastante distante das presunções do novo hip hop". Ele classificou a faixa-título junto com as canções "Hot Butter", "La Passione" e "Estoy Triste" como as melhores do EP.
Para Alan Queipo, da revista Mondo Sonoro, La Sandunguera "apresenta cinco canções que se complementam, alimentam e acrescentam ao discurso (estético, sonoro, lírico) da canção que reina como eixo de ligação no equador do EP, como um centro de gravidade permanente que faz olhar a música latina, a música urbana contemporânea, as cadências do soul e do R&B, e o particular 'universo Peluso'". Ele conclui dizendo que "Nathy afirma com convicção que ninguém consegue comanda-la.
Classificando o álbum como 9.25 de 10 estrelas, Nacho, do site Vibes Of Silence, escreveu que o EP "mostra uma loucura teatral do soul e do R&B, e a voz brilhante e a versatilidade de Nathy". Ele definiu o EP como um "exercício conceitual com um tratamento mais orgânico, no qual ela flerta com salsa, blues, padrões de jazz vocal, canção italiana e novela de rádio". Ele elogiou a cantora, destacando a sua voz brilhante e a sua versatilidade, e dizendo que ela estava definitivamente pronta para permanecer na indústria musical.

## Desempenho comercial
La Sandunguera alcançou a vigésima e oitava posição na parada oficial de álbuns musicais da Espanha — que é realizada pela PROMUSICAE —, mantendo-se por três semanas na parada musical. Também foi um dos 25 discos mais vendidos no site da empresa multinacional de tecnologia norte-americana Amazon. As faixas de La Sandunguera tiveram destaque nas paradas latinas do serviço de streaming Apple Music em países da África, América do Norte, América do Sul, Ásia e Oceania. Em 9 de outubro de 2020, o EP ultrapassou a marca de 50 milhões de streams (somando os do YouTube e do Spotify), sendo um dos projetos por uma cantora argentina mais bem-sucedidos da história.

## Singles
- A faixa título "La Sandunguera" foi lançada como primeiro single em 6 de fevereiro de 2018, sendo a segunda canção de Peluso mais ouvida em plataformas digitais como Spotify e YouTube. Em 2019, recebeu duas indicações ao Premios a la Musica Independiente nas categorias "Canção do Ano" e "Melhor Vídeo Musical".[14]
- "Estoy Triste" foi lançada em 6 de abril de 2018 como segundo single. Originalmente, é apresentada como uma introdução do EP. Dirigido por Álvaro Gómez Pidal e Juan Borgognoni, o videoclipe da faixa se passa em plano-sequência, técnica audiovisual que foi utilizada em clipes como "Deixa Ele Sofrer", de Anitta.

## Turnê
A cantora espanhola embarcou na sua segunda turnê e a primeira mundial, a que deu o nome de "La Sandunguera Tour", de abril a dezembro de 2018. A turnê começou no Café & Pop Torgal em Ourense no dia 5 de abril de 2018. Posteriormente, Peluso visitou a Argentina, Bélgica, Chile, Itália, Paraguai e Portugal. A turnê terminou na Sala Paris 15 em Málaga no dia 28 de dezembro de 2018.

### Recepção da crítica
O show de Nathy no festival La Mercè foi amparado pelo jornal El País, que elogiou a sua voz calorosa, os ritmos urbanos de suas canções, o carisma puro e as suas letras castelhanas e inglesas. Ainda apontou que todos se renderam à Peluso com seu sedutor rhythm and blues cantado com um tom "argentino".

### Repertório
Este repertório é representativo do show que aconteceu no dia 4 de julho de 2018 em Gijón, Espanha. Ele não representa todos os shows da turnê.
1. "Estoy Triste"
2. "Summertime" (cover de George Gershwin)
3. "Hot Butter"
4. "Sandía"
5. "Alabame"
6. "Bang Bang (My Baby Shot Me Down)" (cover de Cher)
7. "Tuyo" (cover de Rodrigo Amarante)
8. "La Sandunguera"
9. "Dafne"
10. "Gimme Some Pizza"
11. "Esmeralda"
12. "Corashe"

### Datas da turnê
| Data                   | Cidade                 | País      | Local                                    |
| Europa                 | Europa                 | Europa    | Europa                                   |
| ---------------------- | ---------------------- | --------- | ---------------------------------------- |
| 5 de abril de 2018     | Ourense                | Espanha   | Café & Pop Torgal                        |
| 6 de abril de 2018     | Vigo                   | Espanha   | Radar Estudios                           |
| 7 de abril de 2018     | Corunha                | Espanha   | Inn Club                                 |
| 13 de abril de 2018    | Granada                | Espanha   | Sala Prince                              |
| 14 de abril de 2018    | Sevilha                | Espanha   | La Calle                                 |
| 20 de abril de 2018    | Barcelona              | Espanha   | Sala Apolo                               |
| 4 de maio de 2018      | Madrid                 | Espanha   | Joy Eslava                               |
| 11 de maio de 2018     | Madrid                 | Espanha   | Pradera de San Isidro                    |
| 12 de maio de 2018     | Oviedo                 | Espanha   | Teatro de Pumarín                        |
| 25 de maio de 2018     | Salamanca              | Espanha   | Plaza Anaya                              |
| 26 de maio de 2018     | Bilbao                 | Espanha   | Plaza La Ribera                          |
| 14 de junho de 2018    | Xaém                   | Espanha   | Centro Cultural Baños Árabes             |
| 16 de junho de 2018    | Barcelona              | Espanha   | Fira Barcelona                           |
| 23 de junho de 2018    | Barcelona              | Espanha   | Poble Espanyol                           |
| 4 de julho de 2018     | Gijón                  | Espanha   | Recinto Ferial Luis Adaro                |
| 6 de julho de 2018     | Madrid                 | Espanha   | Feria de Madrid IFEMA                    |
| 7 de julho de 2018     | Pamplona               | Espanha   | Plaza de los Fueros                      |
| 11 de julho de 2018    | Sevilha                | Espanha   | Centro Andaluz de Arte Contemporáneo     |
| 14 de julho de 2018    | Dour                   | Bélgica   | Plaine de la Machine à Feu               |
| 19 de julho de 2018    | Santiago de Compostela | Espanha   | Cidade da Cultura da Galiza              |
| 20 de julho de 2018    | Pontevedra             | Espanha   | Playa América                            |
| 22 de julho de 2018    | Benicasim              | Espanha   | Costa del Azahar                         |
| 23 de julho de 2018    | Cartagena              | Espanha   | Plaza del Ayuntamiento                   |
| 26 de julho de 2018    | Sicília                | Itália    | Arena Maniace                            |
| 28 de julho de 2018    | Xaém                   | Espanha   | Palacio de los Marqueses de Viana        |
| 3 de agosto de 2018    | Braga                  | Portugal  | Theatro Circo                            |
| 8 de agosto de 2018    | Corunha                | Espanha   | Playa de Riazor                          |
| 10 de agosto de 2018   | Aranda de Duero        | Espanha   | Plaza de Toros de Aranda de Duero        |
| 24 de agosto de 2018   | Tenerife               | Espanha   | Puerto de La Cruz                        |
| 25 de agosto de 2018   | Grã-Canária            | Espanha   | The Paper Club                           |
| 1 de setembro de 2018  | Saragoça               | Espanha   | Sala Las Armas                           |
| 14 de setembro de 2018 | San Sebastián          | Espanha   | Hippodrome of Lasarte                    |
| 21 de setembro de 2018 | Valência               | Espanha   | Sala Repvblicca                          |
| 22 de setembro de 2018 | Alicante               | Espanha   | Sala The One                             |
| 23 de setembro de 2018 | Barcelona              | Espanha   | Avinguda del Paral·lel                   |
| 6 de outubro de 2018   | Valladolid             | Espanha   | Sala Blanca del Laboratorio de las Artes |
| 7 de outubro de 2018   | Lugo                   | Espanha   | Praza de Santa María                     |
| 12 de outubro de 2018  | Saragoça               | Espanha   | Plaza San Bruno                          |
| 13 de outubro de 2018  | Madrid                 | Espanha   | Parque de la Vaguada                     |
| 30 de outubro de 2018  | Biscaia                | Espanha   | Landako Gunea de Durango                 |
| América do Sul         |                        |           |                                          |
| 8 de novembro de 2018  | Assunção               | Paraguai  | Jockey Club                              |
| 9 de novembro de 2018  | Santiago               | Chile     | Blondie                                  |
| 10 de novembro de 2018 | Santiago               | Chile     | Espacio Broadway                         |
| 14 de novembro de 2018 | Buenos Aires           | Argentina | Niceto Club                              |
| 16 de novembro de 2018 | Mendoza                | Argentina | N8 Show & Bar                            |
| 18 de novembro de 2018 | Córdova                | Argentina | Club Paraguay                            |
| 21 de novembro de 2018 | Buenos Aires           | Argentina | Palermo Groove                           |
| 23 de novembro de 2018 | Rosário                | Argentina | La Sala De Las Artes                     |
| 24 de novembro de 2018 | La Plata               | Argentina | Teatro Argentino de La Plata             |
| 28 de novembro de 2018 | Buenos Aires           | Argentina | Ciudad Cultural Konex                    |
| Europa                 |                        |           |                                          |
| 28 de dezembro de 2018 | Málaga                 | Espanha   | Sala Paris 15                            |

### Showscancelados
| Data                   | Cidade  | País    | Local             | Motivo(s)                                     |
| Europa                 | Europa  | Europa  | Europa            | Europa                                        |
| ---------------------- | ------- | ------- | ----------------- | --------------------------------------------- |
| 29 de dezembro de 2018 | Granada | Espanha | Industrial Copera | Razões fora do controle da cantora e do local |

## Lista de faixas
Lista de faixas adaptadas do Apple Music.
| N.º            | Título                       | Compositor(es)                       | Produtor(es)   | Duração |  |
| 1.             | "Estoy Triste"               | Jean Marcel Bouchety Nathalia Peluso | Dano Ziontifik | 2:48    |  |
| 2.             | "Hot Butter"                 | Peluso Pedro Campos                  | Pedro Campos   | 3:58    |  |
| 3.             | "Gimme Some Pizza"           | Peluso Pedro Campos                  | Pedro Campos   | 4:52    |  |
| 4.             | "La Sandunguera"             | Peluso Pedro Campos                  | Pedro Campos   | 3:25    |  |
| 5.             | "Ma Time"                    | Jacky Bernard Peluso                 | Dano Ziontifik | 1:19    |  |
| 6.             | "La Passione" (com Big Menu) | Peluso Pedro Campos                  | Pedro Campos   | 4:34    |  |
| Duração total: | Duração total:               | Duração total:                       | Duração total: | 20:56   |  |

## Histórico de lançamento
| País    | Data                | Formato(s)                 | Gravadora           |
| ------- | ------------------- | -------------------------- | ------------------- |
| Mundo   | 6 de abril de 2018  | Download digital streaming | Everlasting Records |
| Espanha | 7 de abril de 2018  | CD                         | Everlasting Records |
| Espanha | 15 de junho de 2018 | Vinil                      | Everlasting Records |

## Desempenho nas tabelas musicais

### Paradas semanais
| Tabela musical (2018) | Melhor posição |
| --------------------- | -------------- |
| Espanha (PROMUSICAE)  | 28             |